# بيتي آن غروف
بيتي آن غروف (بالإنجليزية: Betty Ann Grove)‏ هي ممثلة أمريكية، ولدت في 9 سبتمبر 1929 في كامبريدج في الولايات المتحدة، وتوفيت في 13 نوفمبر 2015 في ريتشموند في الولايات المتحدة.

## وصلات خارجية
- بيتي آن غروف على موقع IMDb (الإنجليزية)
- بيتي آن غروف على موقع ميوزك برينز (الإنجليزية)
- بيتي آن غروف على موقع قاعدة بيانات برودواي على الإنترنت (الإنجليزية)